# Angelo Duca
Angelo Duca, conegut com a "Angiolillo" (San Gregorio Magno, 1734 - Salern, 26 d'abril de 1784) va ser un bandoler italià, que va destacar amb accions de bandolerisme, en particular a Basilicata, centrades principalment en la defensa dels pobres, fins al punt que fou considerat per Benedetto Croce i Eric Hobsbawm no només una mena de Robin Hood modern, sinó també l'emblema d'un "brigantaggio" social.

## Biografia
Feia de camperol, però va haver de viure més de vint anys com a bandoler, perquè, per defensar un nebot que guardava el seu ramat de la ira d'un guardià de Francesco Caracciolo, duc de Martina i marquès de Mottola (així com senyor de nombroses terres de Calàbria), en propietats del qual les ovelles pasturaven moltes vegades, va haver de matar el cavall del guardià, atraient sobre ell la venjança de l'esmentat senyor feudal.
Per aquest motiu es va incorporar primer a la banda del bandoler Tommaso Freda, i després va formar la seva pròpia colla, amb la qual va vagar a l'interior de Salerno i Avellino, passant diverses vegades a Capitanata i sobretot a la Basilicata del nord: les seves accions eren recordades a Cassano Irpino, a Avigliano, a Muro Lucano, però també a Calitri, Ruoti i Rionero in Vulture, on Angiolillo va mantenir enfrontaments victoriosos, significant-se per la seva habilitat i valor, enfront de les milícies enviades contra ell.
D'ell, però, se n'ha assenyalat el costat "humanitari", ja que solia robar als rics per ajudar a la gent pobra. No és casual que l'historiador anglès Hobsbawm, recordant l'anàlisi de Croce, suggerís que el cas d'Angiolillo representa "potser l'exemple més pur del bandolerisme social". El mateix filòsof napolità, va escriure al respecte que "la usura, sota la qual la gent pobra gemega oprimida no menys que sota les altres lleis de l'economia, havia trobat amb Angiolillo un metge, o més aviat un cirurgià, que va procedir amb pressa, i amb efectes immediats".
La semblança amb un bandolerisme social també va sorgir de les notes a Angelo Duca dedicades tant per Alexandre Dumas, com per David Winspeare en la història del maltractament feudal, així com en anècdotes, en cançons cantades al moll de Nàpols i en alguns poemes, un dels quals va escriure el pare de Giustino Fortunato.
Tot i això, l'èxit popular d'Angiolillo i alhora les victòries que va pbtenir, varen portar al govern borbònic a una repressió més dura. Va enviar un jutge del Gran Corte della Vicaria, el comte Vincenzo Paternò, a Potenza i després a Melfi, que, havent adquirit la informació necessària, va enviar algunes u itats de l'exèrcit contra el bandoler. Després d'haver escapat d'una sèrie d'emboscades, finalment va ser capturat, gràcies a una traïció, a prop d'un convent proper a Melfi, on, ferit, s'havia refugiat. Després d'un judici sumari, Angiolillo va ser penjat al costat d'un amic, Peppe Russo, a Salern. Com era habitual en la justícia del seu temps, el seu cos va ser desmembrat i el cap va ser exposat a Calitri a la porta de Nanno.